# Aulos-Sinsat
Pour les articles homonymes, voir Aulos et Sinsat.
Aulos-Sinsat (en occitan Aulòs e Sinsat) est une commune française, située dans le département de l'Ariège en région Occitanie.
De statut administratif commune nouvelle, elle est issue de la fusion  le 1er janvier 2019 des communes d'Aulos et de Sinsat.
Aulos-Sinsat est une commune rurale qui compte 157 habitants en 2022, après avoir connu une forte hausse de la population depuis 1975. Ses habitants sont appelés les Aulosois ou Aulosoises.
Le patrimoine architectural de la commune comprend un immeuble protégé au titre des monuments historiques : l'église Saint-Laurent de Sinsat, inscrite en 1926.

## Géographie

### Localisation
- 1Carte dynamique
- 2Carte OpenStreetMap
- 3Carte topographique
- 4Carte avec les communes environnantes

Cette commune des Pyrénées est située en haute-Ariège, dans le pays historique du Sabarthès.

### Accès
La commune est traversée par la route nationale 20 et la gare des Cabannes sur la ligne de Portet-Saint-Simon à Puigcerda (frontière) est à moins d'un kilomètre d'Aulos.

### Communes limitrophes
Les communes limitrophes sont Ornolac-Ussat-les-Bains, Verdun, Les Cabannes, Château-Verdun, Larcat et Bouan.
|       | Ornolac-Ussat-les-Bains | Verdun         |
| Bouan | Aulos-Sinsat            | Les Cabannes   |
|       | Larcat                  | Château-Verdun |

### Géologie et relief
La commune est située dans les Pyrénées, une chaîne montagneuse jeune, érigée durant l'ère tertiaire (il y a 40 millions d'années environ), en même temps que les Alpes. Elle est traversée par la Faille nord-pyrénéenne, qui sépare la Zone axiale pyrénéenne (ZA) ou haute chaîne primaire de la Zone nord-pyrénéenne (ZNP), au nord. Les terrains affleurants sur le territoire communal sont constitués de roches pour partie sédimentaires et pour partie métamorphiques datant pour certaines du Mésozoïque, anciennement appelé Ère secondaire, qui s'étend de −252,2 à −66,0 Ma, et pour d'autres du Paléozoïque, une ère géologique qui s'étend de −541 à −252,2 Ma. La structure détaillée des couches affleurantes est décrite dans la feuille « n°1087 - Vicdessos » de la carte géologique harmonisée au 1/50 000ème du département de l'Ariège, et sa notice associée.
La superficie cadastrale de la commune publiée par l’Insee, qui sert de références dans toutes les statistiques, est de 5,05 km2,. La superficie géographique, issue de la BD Topo, composante du Référentiel à grande échelle produit par l'IGN, est quant à elle de 4,07 km2. Son relief est particulièrement escarpé puisque la dénivelée maximale atteint 991 mètres. L'altitude du territoire varie entre 490 m et 1 481 m.

### Hydrographie

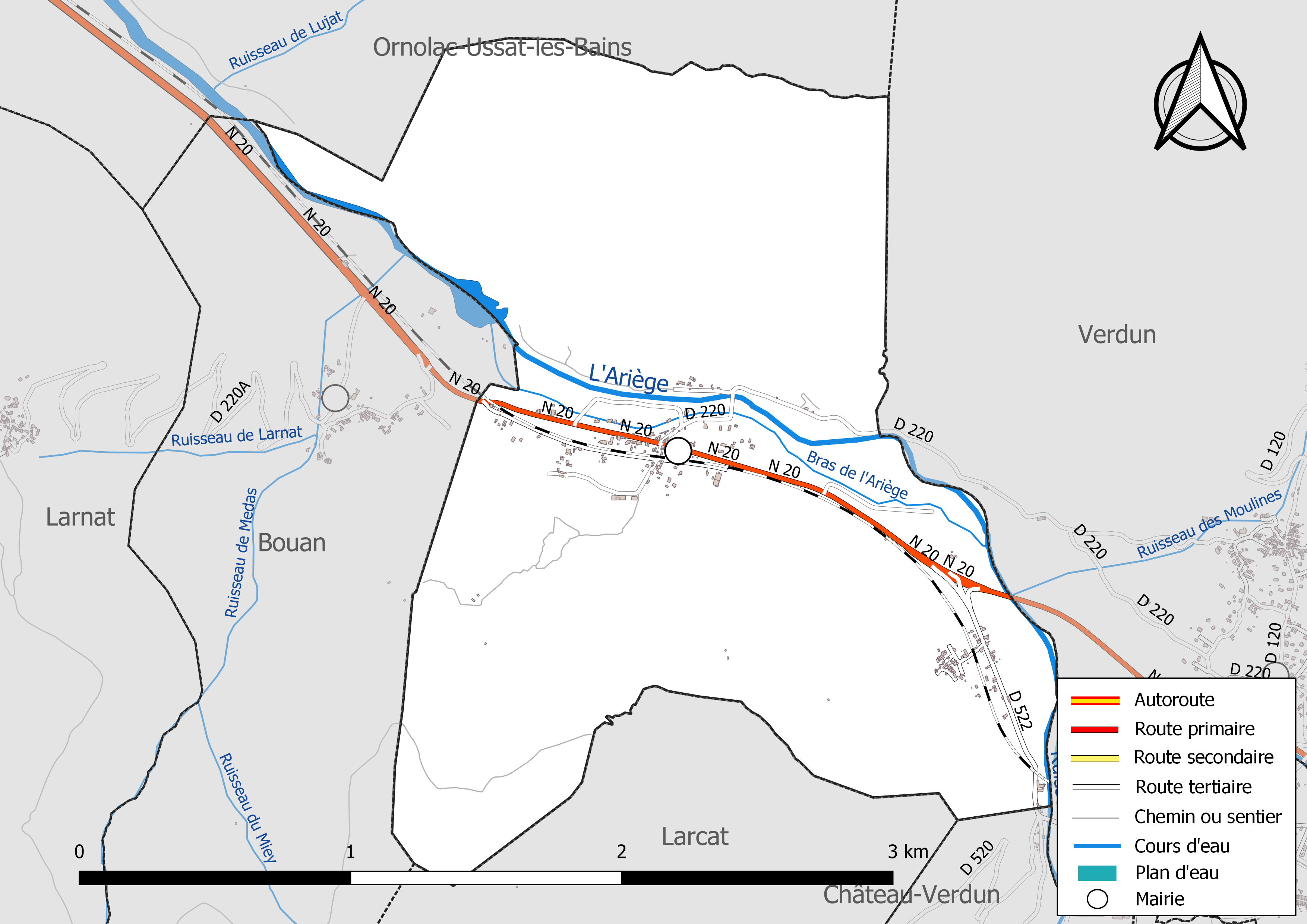
Réseaux hydrographique et routier d'Aulos-Sinsat.

La commune est dans le bassin versant de la Garonne, au sein du bassin hydrographique Adour-Garonne. Elle est drainée par l'Ariège, un bras de l'Ariège, constituant un réseau hydrographique de 3 km de longueur totale,.
L'Ariège, d'une longueur totale de 162,91 km, prend sa source dans la commune de Porta et s'écoule du sud vers le nord. Elle traverse la commune et se jette dans la Garonne à Portet-sur-Garonne, après avoir traversé 56 communes.

### Climat
Pour des articles plus généraux, voir Climat de l'Occitanie et Climat de l'Ariège.
En 2010, le climat de la commune est de type climat océanique altéré, selon une étude s'appuyant sur une série de données couvrant la période 1971-2000. En 2020, Météo-France publie une typologie des climats de la France métropolitaine dans laquelle la commune est exposée à un climat de montagne et est dans la région climatique Pyrénées centrales, caractérisée par une pluviométrie annuelle de 1 000 à 1 200 mm.
Pour la période 1971-2000, la température annuelle moyenne est de 11,6 °C, avec une amplitude thermique annuelle de 15,2 °C. Le cumul annuel moyen de précipitations est de 897 mm, avec 9,2 jours de précipitations en janvier et 6,6 jours en juillet. Pour la période 1991-2020, la température moyenne annuelle observée sur la station météorologique la plus proche, située sur la commune d'Aston à 3 km à vol d'oiseau, est de 5,9 °C et le cumul annuel moyen de précipitations est de 1 103,9 mm,. Pour l'avenir, les paramètres climatiques de la commune estimés pour 2050 selon différents scénarios d'émission de gaz à effet de serre sont consultables sur un site dédié publié par Météo-France en novembre 2022.

## Urbanisme

### Typologie
Au 1er janvier 2024, Aulos-Sinsat est catégorisée commune rurale à habitat très dispersé, selon la nouvelle grille communale de densité à 7 niveaux définie par l'Insee en 2022.
Elle est située hors unité urbaine et hors attraction des villes,.

### Risques majeurs
Le territoire de la commune d'Aulos-Sinsat est vulnérable à différents aléas naturels : inondations, climatiques (grand froid ou canicule), feux de forêts, mouvements de terrains et séisme (sismicité modérée). Il est également exposé à deux risques technologiques, le transport de matières dangereuses et la rupture d'un barrage, et à un risque particulier, le risque radon,.

#### Risques naturels

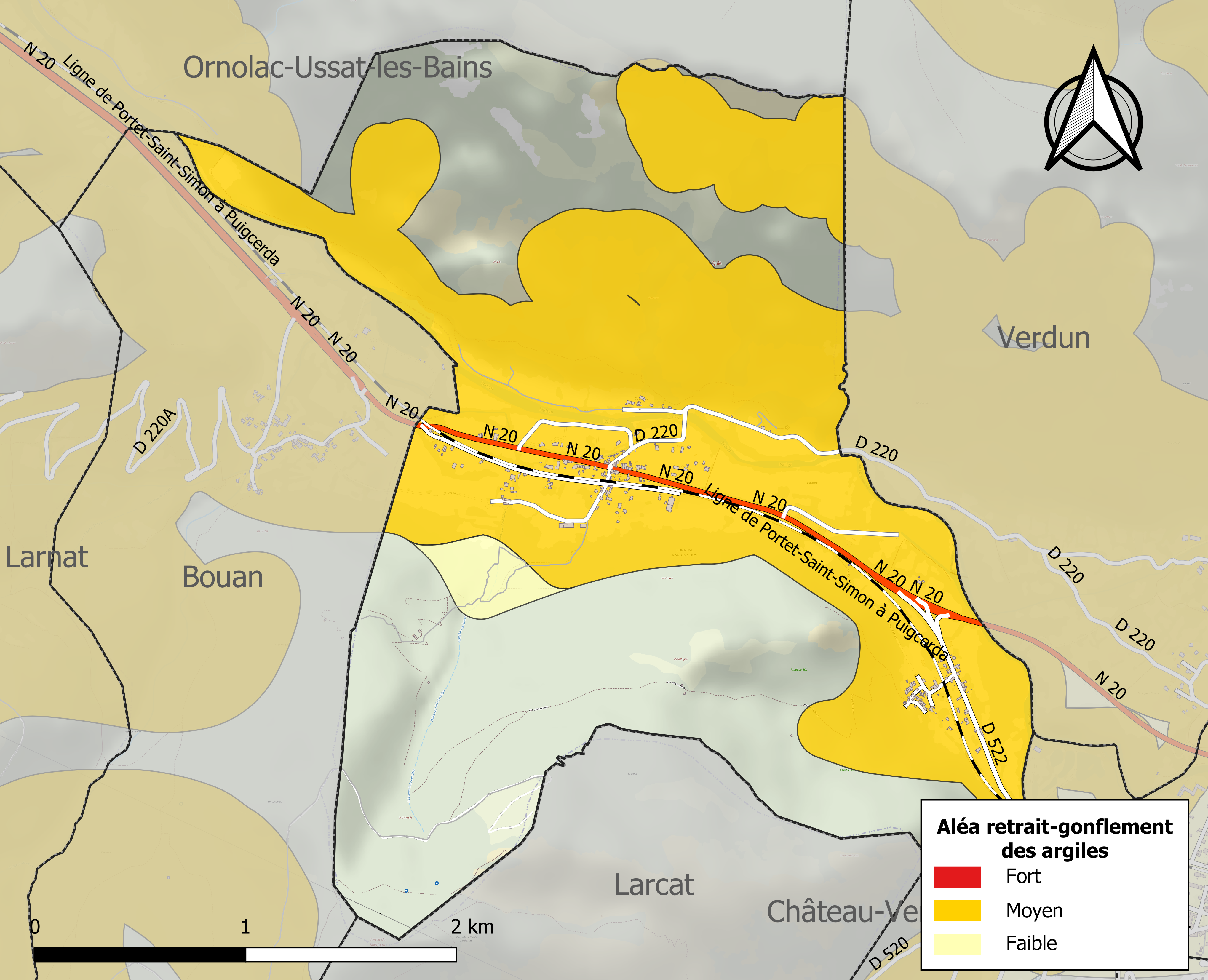
Zonage de l'aléa retrait-gonflement des argiles sur la commune d'Aulos-Sinsat.

Certaines parties du territoire communal sont susceptibles d’être affectées par le risque d’inondation par débordement, crue torrentielle d'un cours d'eau, l'Ariège, ou ruissellement d'un versant. L’épisode de crue le plus marquant dans le département reste sans doute celui de 1875. Parmi les inondations marquantes plus récentes concernant le cours d'eau de l'Ariège figurent la crue torrentielle de 1982 et les inondations de plaine de 1996 et de 2005 de la Basse vallée de l'Ariège.
Les mouvements de terrains susceptibles de se produire sur la commune sont soit des chutes de blocs, soit des glissements de terrains, soit des mouvements liés au retrait-gonflement des argiles. Près de 50 % de la superficie du département est concernée par l'aléa retrait-gonflement des argiles, dont la commune d'Aulos-Sinsat. L'inventaire national des cavités souterraines permet par ailleurs de localiser celles situées sur la commune.
Près de 50 % de la superficie du département est concernée par l'aléa retrait-gonflement des argiles, dont la commune d'Aulos-Sinsat. L'inventaire national des cavités souterraines permet par ailleurs de localiser celles situées sur la commune.
Ces risques naturels sont pris en compte dans l'aménagement du territoire de la commune par le biais de deux plans de prévention des risques (PPR) inondation et mouvement de terrain, l'un relatif à l'ancienne commune d'Aulos approuvé le 16 octobre 2006 et l'autre relatif à l'ancienne commune de Sinsat approuvé le même jour.

#### Risques technologiques
Le risque de transport de matières dangereuses par une infrastructure routière ou ferroviaire ou par une canalisation de transport de gaz concerne la commune. Un accident se produisant sur une telle infrastructure est en effet susceptible d’avoir des effets graves au bâti ou aux personnes jusqu’à 350 m, selon la nature du matériau transporté. Des dispositions d’urbanisme peuvent être préconisées en conséquence.
Dans le département de l’Ariège on dénombre cinq grands barrages susceptibles d’occasionner des dégâts en cas de rupture. La commune fait partie des 80 communes susceptibles d’être touchées par l’onde de submersion consécutive à la rupture d’un de ces barrages. Elle est en effet dans la zone de proximité immédiate d'un barrage classé PPI.

#### Risque particulier
Dans plusieurs parties du territoire national, le radon, accumulé dans certains logements ou autres locaux, peut constituer une source significative d’exposition de la population aux rayonnements ionisants. Toutes les communes du département sont concernées par le risque radon à un niveau plus ou moins élevé. Selon la classification de 2018, la commune d'Aulos-Sinsat est classée en zone 2, à savoir zone à potentiel radon faible mais sur lesquelles des facteurs géologiques particuliers peuvent faciliter le transfert du radon vers les bâtiments.

## Histoire
Aulos et Sinsat étaient des possessions du Comté de Foix mentionnées comme telles dès 1272.
Un parcours aérien sur un fil de 35 m tendu entre les falaises du Quié a été filmé par hélicoptère pour l'émission Des Racines et des ailes en 2013.
Créée à compter du 1er janvier 2019, par arrêté préfectoral en date du 27 septembre 2018, Aulos-Sinsat résulte de la fusion des communes d'Aulos et de Sinsat.

## Politique et administration

### Découpage territorial
La commune d'Aulos-Sinsat est membre de la communauté de communes de la Haute Ariège, un établissement public de coopération intercommunale (EPCI) à fiscalité propre créé le 27 septembre 2016 dont le siège est à Luzenac. Ce dernier est par ailleurs membre d'autres groupements intercommunaux.
Sur le plan administratif, elle est rattachée à l'arrondissement de Foix, au département de l'Ariège, en tant que circonscription administrative de l'État, et à la région Occitanie.
Sur le plan électoral, elle dépend du canton de Haute-Ariège pour l'élection des conseillers départementaux, depuis le redécoupage cantonal de 2014 entré en vigueur en 2015, et de la première circonscription de l'Ariège  pour les élections législatives, depuis le redécoupage électoral de 1986.

### Liste des maires
| Période      | Période  | Identité           | Étiquette | Qualité                                                            |
| ------------ | -------- | ------------------ | --------- | ------------------------------------------------------------------ |
| janvier 2019 | 2020     | Karine Orus-Dulac  | PS        | Fonctionnaire Conseillère départementale de Haute-Ariège (2014 → ) |
| 2020         | En cours | Jean Jacques Stroh |           |                                                                    |

### Communes déléguées
| Nom            | Code Insee | Intercommunalité      | Superficie (km2) | Population (dernière pop. légale) | Densité (hab./km2) |
| -------------- | ---------- | --------------------- | ---------------- | --------------------------------- | ------------------ |
| Sinsat (siège) | 09296      | CC de la Haute Ariège | 4,01             | 115 (2014)                        | 29                 |
| Aulos          | 09028      | CC de la Haute Ariège | 1,04             | 56 (2014)                         | 54                 |

## Population et société

### Démographie
L'évolution du nombre d'habitants est connue à travers les recensements de la population effectués dans la commune depuis sa création.

En 2022, la commune comptait 157 habitants, en évolution de −9,25 % par rapport à 2016 (France hors Mayotte : +2,11 %).
| 2015 | 2020 | 2022 |
| ---- | ---- | ---- |
| 172  | 150  | 157  |

### Sports
Le Quié de Sinsat, en rive droite de l'Ariège, offre plusieurs sites d'escalade.

## Économie
- La commune dispose d'une zone artisanale entre les deux villages.
- Biscuiterie artisanale près du moulin farinier de Sinsat.

## Culture locale et patrimoine

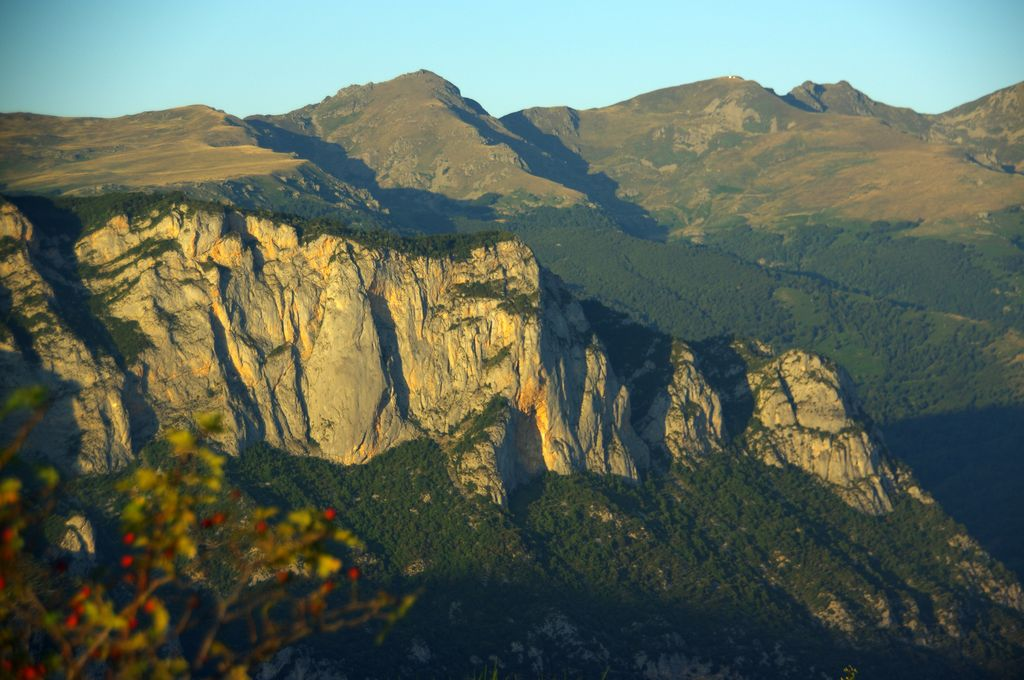
Coucher de soleil sur les falaises du Quié de Sinsat en rive droite de l'Ariège.

### Lieux et monuments
- Le Quié de Sinsat présente une falaise calcaire impressionnante qui surplombe Aulos-Sinsat et les communes avoisinantes. Il offre des voies d'escalade jusqu'à 450 m de longueur classées de 3c à 7c et un rocher-école[36]. Des voies sont à accès réglementés à certaines périodes pour protéger des nids de rapaces, dont le très rare gypaète barbu[37].
- L'église Saint-Laurent de Sinsat. L'église de style roman est dédiée à saint Laurent de Rome. Son abside du XIIe siècle est inscrite à l'inventaire des monuments historiques en 1926[38].
- La ferme du moulin de Sinsat est un ancien moulin farinier à eau du XVIIe siècle, rénové par la commune en 1996.
- Oratoire de la Vierge Marie à Aulos.

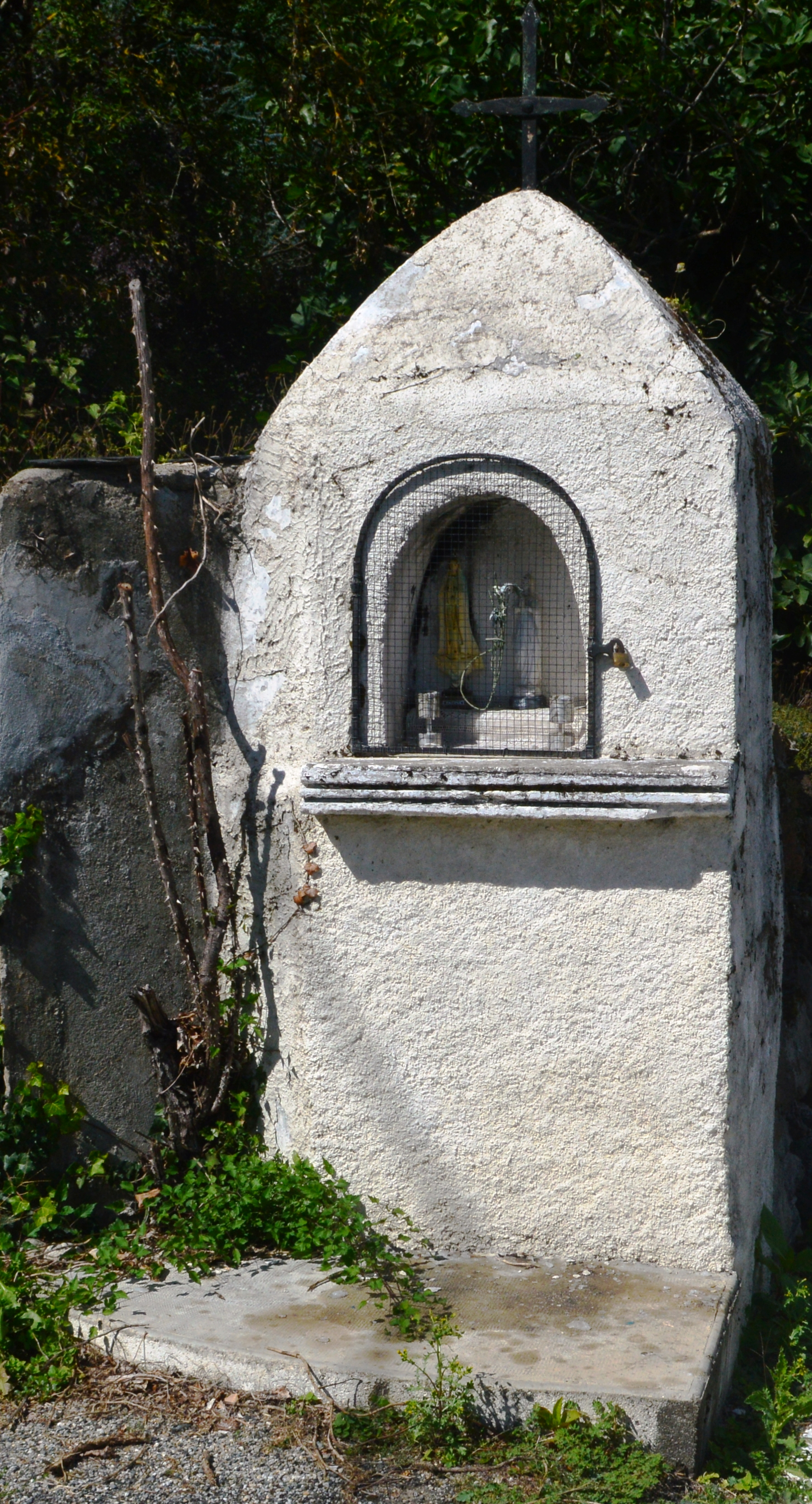
Oratoire de la Vierge Marie d'Aulos.
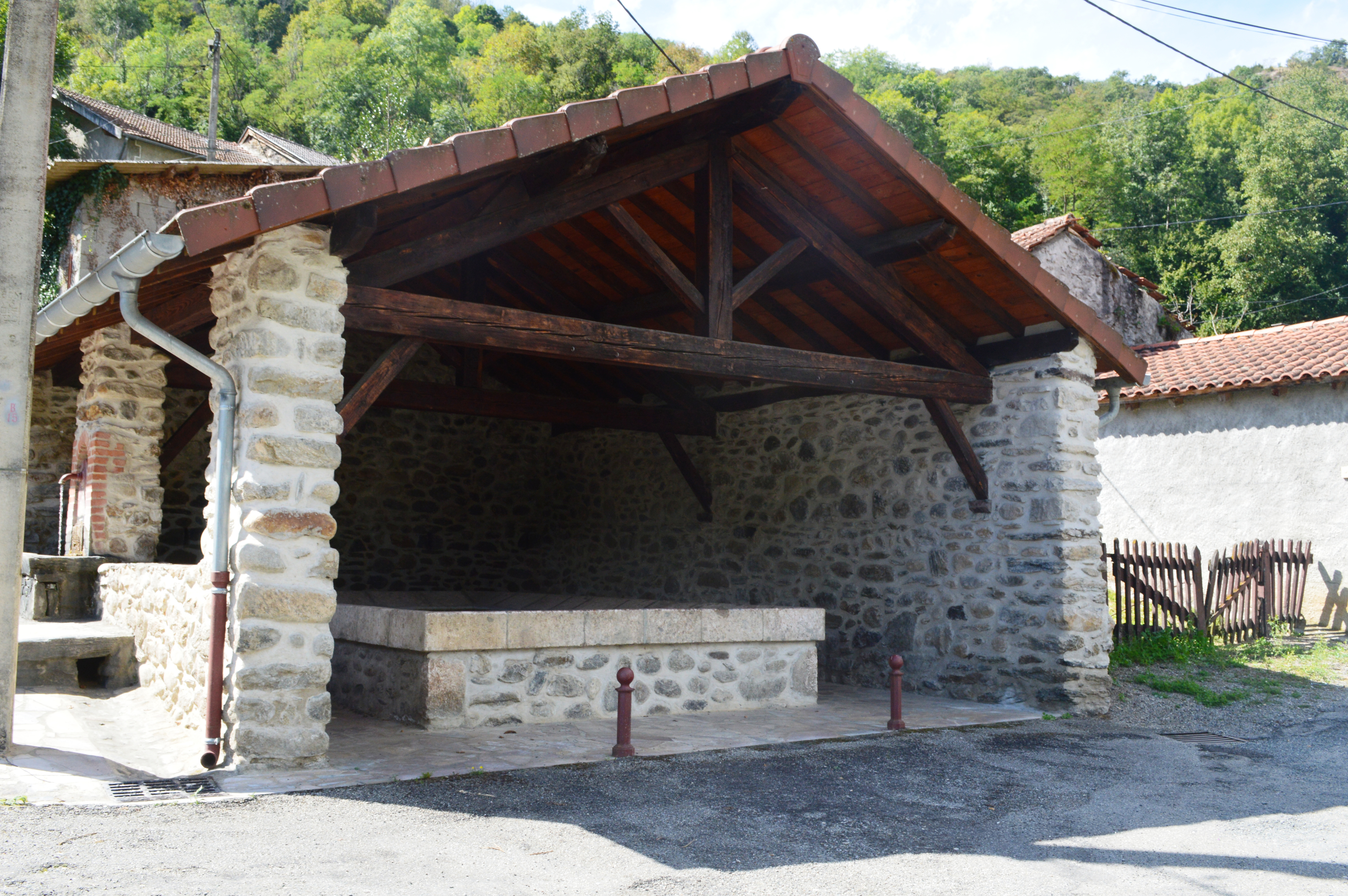
Un lavoir à Aulos.
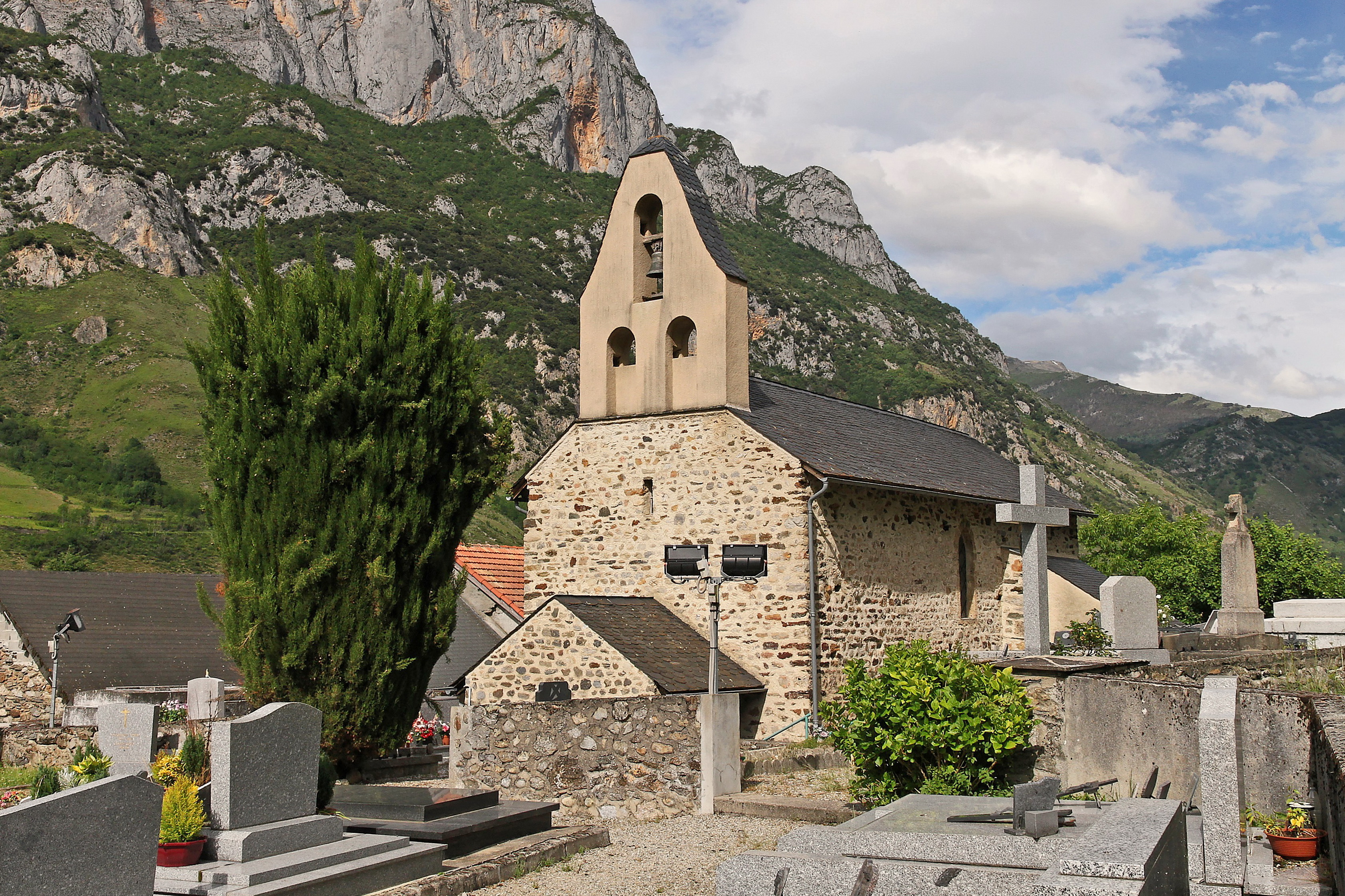
L'église Saint-Laurent de Sinsat au clocher-mur modernisé.
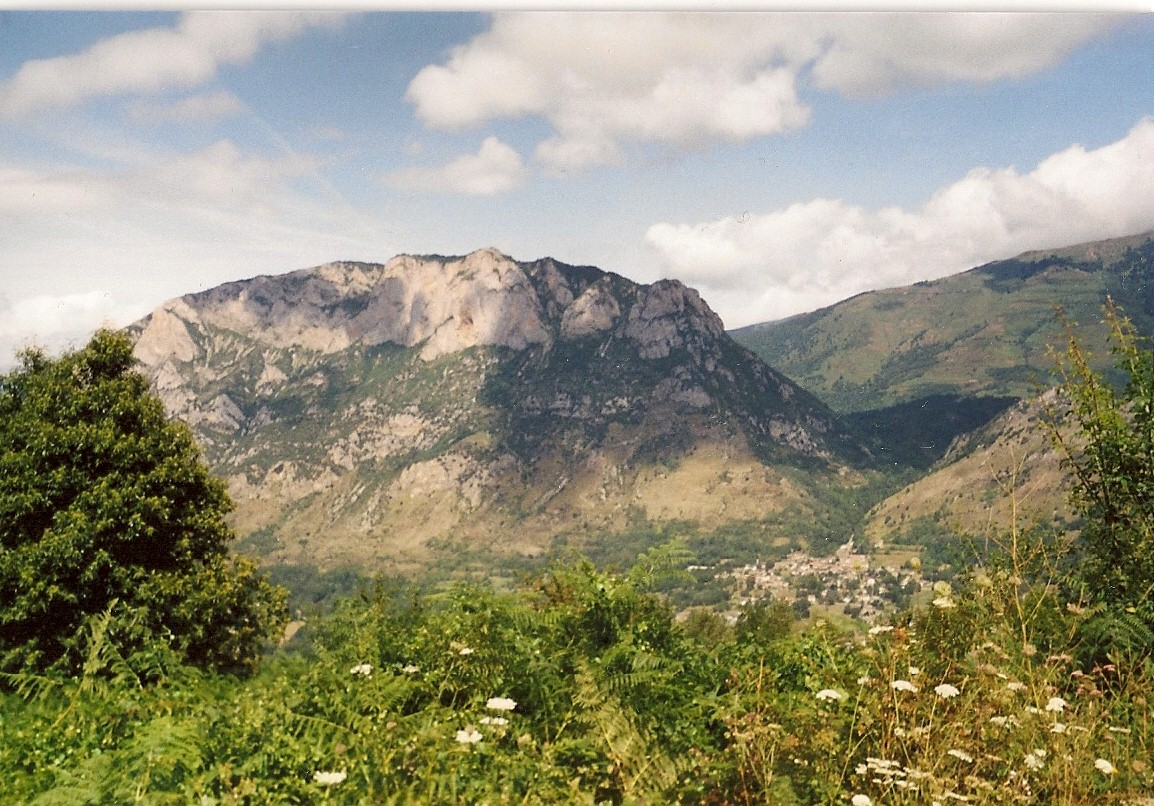
Le Quié de Sinsat (1 484 m) vu depuis l'ascension du plateau de Beille.
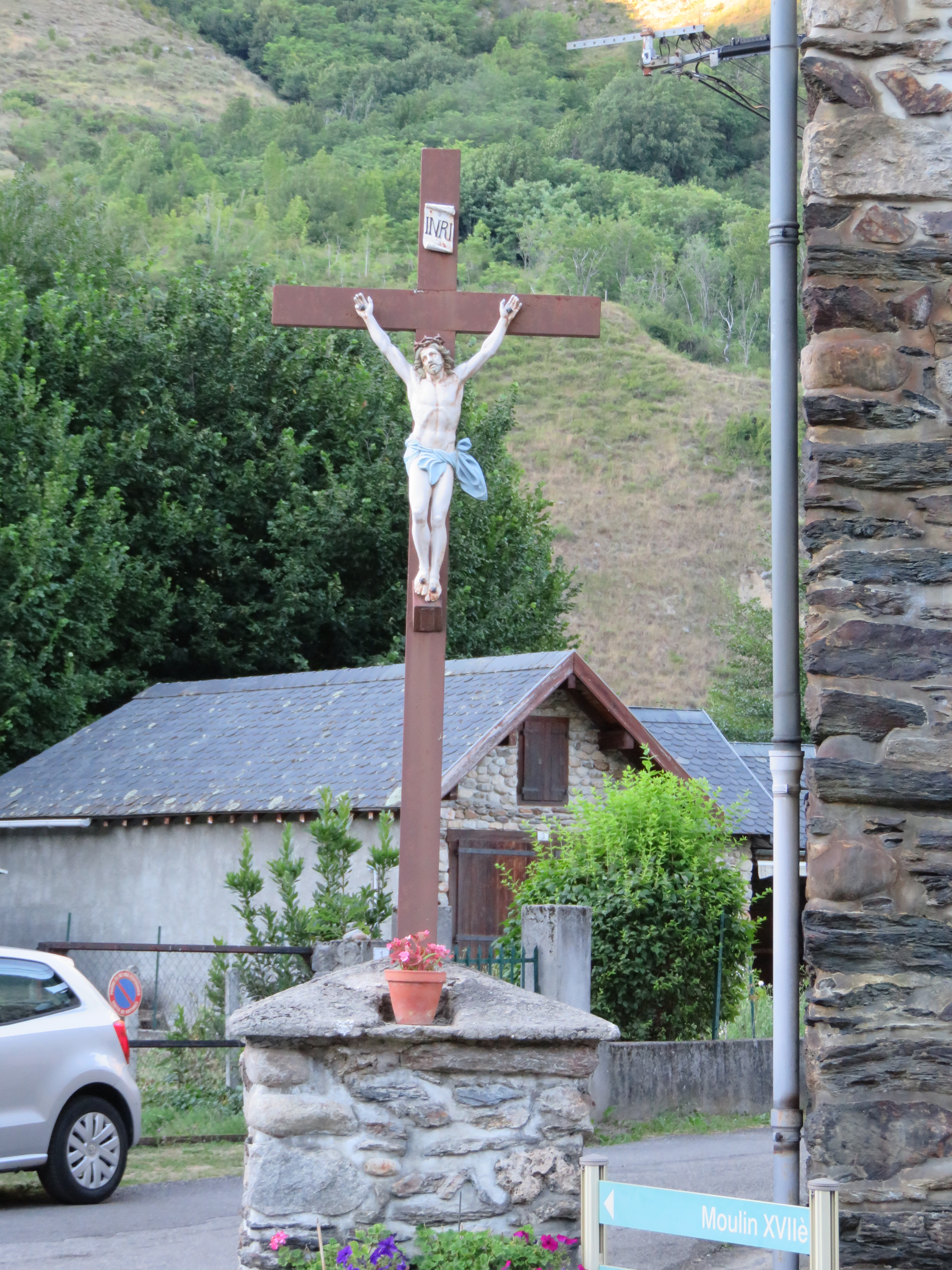
Monument du Christ en croix à Sinsat.

### Personnalités liées à la commune
- René Coredo, romancier, inhumé à Sinsat.

## Pour approfondir